# Crkva sv. Stjepana i sv. Antuna Opata u Jesenicama
Crkva sv. Stjepana i sv. Antuna Opata u selu Jesenicama, općina Dugi Rat, rimokatolička crkva, zaštićeno kulturno dobro

## Opis dobra
Crkva sv. Stjepana i sv. Antuna Opata izgrađena je na starom groblju Sustipan u Jesenicama u 17. st. Sjevernu crkvu posvećenu sv. Antunu Opatu i južnu posvećenu sv. Stjepanu dijeli unutrašnji zid. Pravilno su orijentirane i jednobrodne, a južna ima polukružnu apsidu. Zakrovljene su s dva dvostrešna krova. Izgrađene su na mjestu starokršćanske bazilike i predromaničke crkve o čemu svjedoče temelji dviju apsida otkriveni iza današnje apside, te oltarna pregrada s pleterom i mali bočni oltar čija menza leži na okruglom stupu s kapitelom koji su pripadali predromaničkoj crkvi. Pod cijelom crkvom su grobovi od kojih je sačuvano nekoliko nadgrobnih ploča.

## Zaštita
Pod oznakom RST-0664-1972. zavedena je kao nepokretno kulturno dobro — pojedinačno, pravna statusa preventivno zaštićena kulturnog dobra, klasificirano kao "sakralna graditeljska baština".